# Use Me (Hinder)
Use Me è il primo singolo estratto dal secondo album della alternative rock band statunitense Hinder, Take It to the Limit. È stato pubblicato come digital download attraverso il sito del gruppo il 15 luglio 2008, e reso disponibile su iTunes dal 29 luglio 2008. È una delle canzoni che ha segnato un cambio di direzione nella musica degli Hinder, passando da un sound post-grunge a uno più glam metal, mantenendo le influenze post-grunge e hard rock del precedente disco, Extreme Behavior. Il pezzo è stato pubblicato come contenuto scaricabile per il videogioco Guitar Hero: World Tour.

## Video
Il video presenta la band che arriva in una grande villa mentre si sta svolgendo una festa con tante donne. Andrew Dice Clay rimane alla porta e interpreta il buttafuori. Oltre alle scene in cui la band esegue la canzone davanti agli ospiti, il video segue una misteriosa donna bionda, che seduce e copula con tutti i membri della band. Il punto culminante è quando la bionda cammina davanti alla band e loro capiscono che tutti e cinque hanno dormito con lei. Il video finisce con i componenti che brindano alle proprie conquiste ed elogiano la pazzia del party.

## Classifiche
Il singolo ha debuttato nella Billboard Mainstream Rock Tracks alla numero 36, raggiungendo il terzo posto a settembre 2008, ma non è riuscita a entrare nella Billboard Hot 100 song chart, fermandosi alla numero 2 nella classifica Bubbling Under Hot 100 Singles.